# Zsolt Kiss
Zsolt Kiss (29 de marzo de 1989) es un deportista húngaro que compite en curling.
Ganó dos medallas de oro en el Campeonato Mundial de Curling Mixto Doble, en los años 2013 y 2015.

## Palmarés internacional
| Campeonato Mundial Mixto Doble | Campeonato Mundial Mixto Doble | Campeonato Mundial Mixto Doble | Campeonato Mundial Mixto Doble |
| Año                            | Lugar                          | Medalla                        | Prueba                         |
| ------------------------------ | ------------------------------ | ------------------------------ | ------------------------------ |
| 2014                           | Dumfries (Reino Unido)         | Medalla de oro                 | Mixto doble                    |
| 2015                           | Sochi (Rusia)                  | Medalla de oro                 | Mixto doble                    |